# 五里明镇
五里明镇，是中华人民共和国黑龙江省绥化市肇东市下辖的一个乡镇级行政单位。

## 行政区划
五里明镇下辖以下地区：
五里明村、东升村、胜平村、利民村和榛柴村。